# Единен надзорен механизъм
Единният надзорен механизъм (ЕНМ) e система за банков надзор в Европа. Той включва Европейската централна банка (ЕЦБ) и националните надзорни органи на участващите държави. Понастоящем всички държави от еврозоната участват в ЕНМ, като държавите извън еврозоната също могат да се включат, като встъпят в тясно сътрудничества с ЕЦБ. Рамковият регламент за ЕНМ определя правната структура за сътрудничеството на Европейската централна банка с националните надзорни органи в рамките на ЕНМ. В него са регламентирани взаимоотношенията между ЕЦБ и националните надзорни органи и се съдържат правила, приложими пряко към банките.

## Цели
Целите на ЕНМ са осигуряване на стабилност на банковата система в Европа чрез последователен надзор, както и засилване на финансовата интеграция. Чрез хармонизирани надзорни действия и коригиращи мерки, както и последователното прилагане на разпоредбите и надзорните политики се допринася за възстановяване на доверието в европейския банков сектор. Благодарение на банковия съюз правилата за банковата дейност в ЕС се прилагат последователно в държавите, които участват в него. Новите инструменти и процедури за вземане на решения способстват за изграждането на банков пазар, който е по-прозрачен, по-единен и по-сигурен. В основата на банковия съюз се намират единният надзорен механизъм и единният механизъм за преобразуване.

## Структура на управление
Надзорен съвет
Надзорният съвет се състои от председател, заместник-председател, четирима представители на ЕЦБ и членове на националните надзорни органи на държавите, участващи в единния надзорен механизъм. Понастоящем председател на Надзорния съвет е Даниел Нуи (от 1 януари 2014 г., с петгодишен мандат), а заместник-председател е Забине Лаутеншлегер (от 12 февруари 2014 г.). Надзорният съвет планира и изпълнява надзорните дейности, както и отправя предложения към Управителния съвет за проекторешения. Дейността му се подпомага от Ръководен комитет.

## Значими и по-малко значими банки
ЕЦБ извършва пряк надзор над 120 значими банки от еврозоната. Те притежават почти 82 % от банковите активи в нея. За да се определи дали една банка е значима, се прилагат определени критерии. Надзорът над значимите банки се извършва от съвместни надзорни екипи. За всяка значима банка е определен такъв съвместен надзорен екип, който се състои от служители на ЕЦБ и на националните надзорни органи. Надзорът над по-малко значимите банки се извършва от националните надзорни органи, в тясно сътрудничество с ЕЦБ. Самата ЕЦБ може да вземе решение по всяко време да поеме прекия надзор над която и да е от по-малко значимите банки, за да осигури последователното прилагане на високите надзорни стандарти.

## Надзорни такси
ЕЦБ покрива разходите, свързани със своите надзорни задачи и отговорности, като налага годишна такса на всички поднадзорни банки. Таксите се изчисляват в зависимост от значимостта на всяка банка и нейния рисков профил. Като цяло по-големите банки с по-висок рисков профил заплащат по-високи такси.

## България и ЕНМ
Не само държавите от еврозоната, но и останалите държави от Европейския съюз, които все още не използват еврото като своя парична единица, могат да решат да участват в единния надзорен механизъм. За тази цел съответните национални надзорни органи (в случая с България – БНБ) встъпват в „тясно сътрудничество“ с ЕЦБ. Параметрите на това тясно сътрудничество са определени в Решение на Европейската централна банка от 31 януари 2014 година относно тясното сътрудничество с националните компетентни органи на участващите държави членки, чиято парична единица не е еврото.

На 14 юли 2014 г. на среща при президента на Република България представители на основните парламентарни политически сили се споразумяха България да предприеме незабавни действия за кандидатстване за членство в единния надзорен механизъм. На следващия ден Българската народна банка (БНБ) потвърди в прессъобщение, че е осъществила контакт с Изпълнителния съвет на Европейската централна банка като част от подготовката за членство. Въпреки това, на 3 ноември 2014 г. Даниел Нуи, председател на Надзорния съвет на единния надзорен механизъм, в отговор на въпрос на Ева Паунова, евродепутат от ГЕРБ/ЕНП, заяви, че не са получавали заявление от България за участие в единния банков надзор.
През февруари 2015 г. Министерството на финансите публикува съобщение, в което се заявява, че управляващото мнозинство не се е отказало от намеренията си за установяване на тясно сътрудничество с Европейския надзорен механизъм, както и че конкретни стъпки ще бъдат предприети след анализ на правителството и БНБ и след запълване на Управителния съвет на БНБ. През октомври Българската народна банка публикува „План за реформиране и развитие на банковия надзор“, осъществяван от БНБ, в който присъединяването към единния надзорен механизъм вече не е посочено като цел.
България става част от Банковия съюз на ЕС от 1 октомври 2020 г.